# غطاء خيشومي

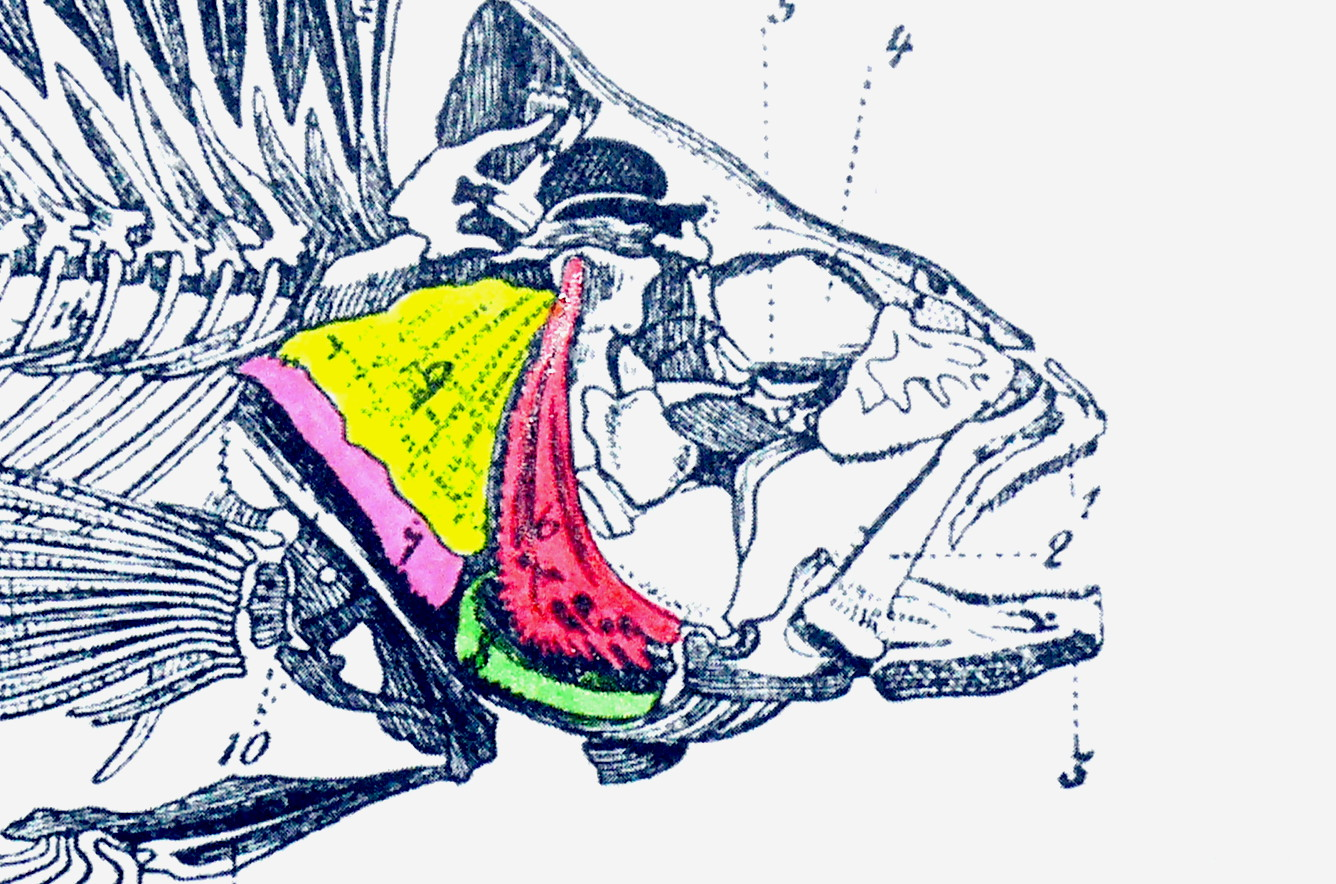

الغطاء الخيشومي أو السُّفَاط أو السَّفط (بالإنجليزية: Operculum)‏، هو قطعة لحمية صلبة متحركة تغطي وتحمي الخياشيم في الأسماك والغطاء الخيشومي هو الفاصل ما بين الرأس والجسم، الحواف الخلفية للغطاء الخيشومي مرنة تعمل على منع التدفق العكسي للمياه أثناء التنفس.